# Planinsko društvo IMP
Planinsko društvo IMP je slovensko planinsko društvo, ki je bilo ustanovljeno 23. decembra 1977. Je član Planinske zveze Slovenije.

## Zgodovina
Ideja o ustanovitvi društva se je rodila med prijatelji – sodelavci, ki so že od leta 1971 redno organizirali pohod na Triglav v okviru sindikalne dejavnosti. Leta 1976 je ob taki priliki ideja prerasla v dejanje. Vodilno vlogo so imeli planinci iz IMP Ten-a in Trate. Iniciativni odbor, ki so ga sestavljali inž. Rado Šegula, Stane Vrhovec, Bogdan Peterlin, Aleksander Kanelopulos, Srečo Klančar, Marjan Požar, Francka Osredkar, Vinko Setnikar, Rafael Zorko in Marjan Žagar je 23. decembra 1977 pripravil ustanovni občni zbor Planinskega društva IMP, ki se ga je udeležilo 60 ljubiteljev gora in na katerem so bila sprejeta tudi Pravila PD.
V register društev pri Upravi za notranje zadeve Skupščine mesta Ljubljana je bilo društvo vpisano pod zaporedno številko 813 z odločbo št. 10711-024-92 z dne 31.1.1979. V skladu s spremenjeno zakonodajo, je bilo ponovno vpisano v register leta 1998.
Kmalu po ustanovitvi je število članov PD IMP preseglo številko 100 in z leti stalno naraščalo, tako da je imelo ob 10 obletnici že nad 500 članov. Število članstva se je zelo spreminjalo, od leta 1998 pa nezadržno upada. Značilnost članstva je tudi vse višja poprečna starost planink in planincev, kot da bi mladi ne imeli več časa in volje za sprostitev v naravi.
Prvi trije planinski vodniki so se usposobili za vodenje A in B kategorije pohodov že leta 1978. Do leta 1990 je imelo društvo že 10 usposobljenih planinskih vodnikov.
Leta 1982 sta bili ustanovljeni dve sekciji:
- sekcija izletov in
- sekcija propagande

ki sta skrbeli za pripravo programov izletov in objavo teh v tovarniškem glasilu.
Januarja 1987 so se mladinci organizirali v mladinski odsek, ki pa že nekaj let ne deluje več.
V letu 2006 je PD IMP podprlo šolanje prvega varuha gorske narave, saj naj bi planinci in planinke kar največ prispevali k ohranjanju narave in kulturne krajine, ki pa je svoje delovanje zaključil leta 2016. Društvo je imelo tudi gorskega stražarja, ki tudi ne deluje več.
V letu 2017 društvo praznuje 40 letnico delovanja.

### Prostovoljstvo
Udarniško delo je beseda, katero je bilo slišati v povojni obnovi od leta 1945 na vseh koncih takratne Jugoslavije. Tudi v planinskih vrstah je bilo precej prostovoljstva. Planinci PD IMP so tako pomagali pri:
- zemeljskih delih na pogorišču koče na Planini pri Jezeru;
- pri izgradnji koče na Kriški gori;
- Delovna organizacija IMP in posamezniki so donirali sredstva in pomagali pri izgradnji Triglavskega doma na Kredarici, o čemer priča spominska plošča;
- razširitvi Koče pri Triglavskih jezerih – po SOZD IMP se imenuje ena soba in
- Erjavčevi koči na Vršiču.

Društvo pa je podprlo tudi nekatere odprave slovenskih alpinistov v tuja gorstva in druge akcije Planinske zveze Slovenije.
Aktivni prostovoljci so tu markacisti društva, ki redno skrbijo za zaupane jim poti.

## Organiziranost in delovanje
Planinsko društvo vodi Upravni odbor, ki ima predsedika (v zadnjem mandatu ga vodi Janez Seliškar), člane, nadzorni odbor in disciplinsko komisijo. Društvo ima tudi praporščaka.
Vzdrževanje planinskih poti je ena izmed osnovnih nalog planinskega društva. Leta 1999 so se za to delo izobrazili trije markacisti in svoj odsek ustanovili leta 2000. Planinsko društvo IMP skrbi ali je skrbelo za posamezne odseke na naslednjih planinskih poti:
- Taborska jama – Grosuplje – Polica – Kucelj (LMP 5),
- Taborska jama – Turjak (LMP 6),
- Pot Dolomitskega odreda na Ključ.

V PD IMP se je v vseh letih delovanja izmenjalo 15 izšolanih vodnikov različnih težavnostnih stopenj. Izobraževanju vodnikov je posvečena velika skrb, saj je morala biti ekipa za tolikšno zanimanje pohodnikov, vedno dovolj številčna in usposobljena.
Od leta 2010 deluje tudi vodniški odsek. Trenutno ima PD IMP vodniško ekipo 9 vodnikov/vodnic od tega: 5 za kategorijo A in B, 2 za kategorijo C, 4 za kategorijo D, 1 za kategorijo E in 1 za kategorijo G.
Varuh gorske narave je sodeloval pri pripravi pohodov z ustrezno vsebino. Ob 40-obletnici pa varuha več ni.

## Dan planincev PD IMP
Leta 2002 se je upravni odbor planinskega društva odločil, da začne 29. maja tradicionalno prirejati dan planincev PD IMP na Šmarni gori. Razlog za tako odločitev je bil, da je bil na ta datum leta 1914 rojen Bernard Klobučar »oča«, naš dolgoletni mentor in učitelj na planinskih pohodih doma in v tujini. Doma iz škofjeloškega hribovja je bil neštetokrat na Lubniku, Ratitovcu in Blegošu, vendar mu to kmalu ni bilo dovolj. Večkrat je prehodil slovenske Alpe, skoraj štirikrat pot prijateljstva po Italiji in Avstriji, bil večkrat na Mont Blancu, Matterhornu in drugih znanih velikih vrhovih Alp.
Zadnja leta se tradicionalno srečanje dogaja v Mostecu v Ljubljani, saj so planinci, ki se srečanja udeležujejo menili, da je ta lokacija vsestransko primernejša.

## 30 let PD IMP
Ob 30-letnici Planinskega društva IMP je decembra 2007 izšel tudi bilten iz katerega je razvidna prehojena pot društva.

## 40 let PD IMP
V letu 2017 Planinsko društvo IMP praznuje 40-letnico delovanja. Ob tej priliki bo izšel tudi priložnostni bilten.